# Boot Camp
Boot Camp – składnik systemów OS X opartych na procesorach Intela, pozwalający na uruchamianie na komputerach Macintosh systemów Windows.
Podczas włączania komputera po przytrzymaniu klawisza opcja uruchomi się program rozruchowy z możliwością wybrania systemu do uruchomienia. W przypadku braku klawiatury Apple tę samą opcję można uzyskać wciskając przycisk alt. Ten sam efekt daje także przytrzymanie przycisku „menu” na pilocie Apple Remote.

## Obsługiwane systemy operacyjne
Boot Camp w wersji 6.0 obsługuje systemy Windows 7, Windows 8.1 oraz Windows 10.

### Systemy 64-bitowe
Boot Camp obsługuje 64-bitową wersję systemu Windows Vista tylko na komputerach MacBook Pro z początku 2008 roku lub nowszych, na Macach Pro z początku 2008 roku lub nowszych i iMacach z 2009 roku lub nowszych jeśli Boot Camp jest w wersji od 2.1 do 3.1. 64-bitowe wersje Windows XP nie są obsługiwane.

### Windows 7
Boot Camp oficjalnie nie obsługiwał systemu Windows 7 do wydania wersji 3.1, jednak wielu osobom udało się zainstalować z powodzeniem ten system na swoim komputerze ze starszą wersją Boot Camp. Apple zapowiadało jednak, że do końca 2009 roku da możliwość oficjalnego zainstalowania Windows 7 na komputerach Macintosh, jednak aktualizacja ukazała się dopiero w styczniu 2010. 32-bitowy Windows 7 jest obsługiwany przez iMaki i MacBooki Pro z 2007 i nowszych, Maki Mini z 2006 roku i nowszych, oraz wszystkie Maki Pro, MacBooki i MacBooki Air. Natomiast wersję 64-bitową można używać na tych komputerach, co w przypadku Visty 64-bitowej.

### Windows 8
W systemie OS X od wersji 10.8 oprogramowanie Boot Camp obsługuje instalację systemu Windows 8. Systemy 64-bitowe są wspierane na maszynach z procesorami Intel Core 2 Duo i nowszych.

## Historia wersji
| 1.0 beta   | 5 kwietnia 2006      | - Pierwsze wydanie |
| 1.1 beta   | 26 sierpnia 2006     | - Obsługa najnowszych komputerów Macintosh opartych na procesorach Intel - Łatwiejsze partycjonowanie dysku - Możliwość instalacji Windows XP na każdym wewnętrznym dysku - Obsługa wbudowanych kamer iSight - Obsługa wbudowanych mikrofonów - Ulepszona obsługa klawiatury Apple                                                                                               |
| 1.1.1 beta | 14 września 2006     | - Obsługa iMaców z procesorami Intel Core 2 Duo |
| 1.1.2 beta | 30 października 2006 | - Poprawa obsługi modemu Apple - Poprawa obsługi gładzika - Poprawa funkcji śpij - Redukcja okien dialogowych podczas instalacji sterowników w systemie Windows - Poprawa obsługi sieci bezprzewodowych |
| 1.2 beta   | 28 marca 2007        | - Obsługa Windows Vista (32-bit) - Aktualizacja sterowników - Obsługa Apple Remote - Ikona Boot Camp w zasobniku systemowym Windows - Poprawa układu klawiatury w układzie koreańskim, chińskim, szwedzkim, duńskim, norweskim, fińskim, rosyjskim i francuskim kanadyjskim - Aktualizacja dokumentacji Boot Camp on-line w Windows - Apple Software Update (Windows XP i Vista) |
| 1.3 beta   | 7 czerwca 2007       | - Poprawa obsługi klawiatury w MacBookach Pro - Uwierzytelnianie Apple Remote - Aktualizacja sterowników - Poprawa instalatora - Poprawa obsługi klawiatur międzynarodowych - Poprawki w tłumaczeniach |
| 1.4 beta   | 8 sierpnia 2007      | - Poprawa obsługi klawiatury w MacBookach Pro - Poprawa uwierzytelniania Apple Remote - Aktualizacja sterowników - Poprawa instalatora sterowników - Poprawa obsługi klawiatur międzynarodowych |
| 2.0        | 26 października 2007 | - Aktualizacja Boot Camp w Panelu sterowania - Aktualizacja obsługi klawiatury - Aktualizacja sterowników - Poprawa tłumaczeń - Obsługa najnowszych komputerów Mac |
| 2.1        | 24 kwietnia 2008     | - Obsługa Windows XP Service Pack 3 - Obsługa Windows Vista x64 |
| 2.2        | 19 listopada 2009    | - Naprawa problemów z Trackpadem i cyfrowymi portami wideo w urządzeniach przenośnych - Obsługa Apple Magic Mouse i nowej klawiatury |
| 3.0        | 28 sierpnia 2009     | - Obsługa zaawansowanych opcji w Apple Cinema displays - Wersja wiersza poleceń Panel sterowania dysku startowego systemu Windows |
| 3.1        | 19 stycznia 2010     | - Obsługa zaawansowanych opcji w Apple Cinema displays - Obsługa Apple Wireless Keyboard i Apple Magic Mouse - Poprawa obsługi tap-to-click - Obsługa systemu Windows 7 (32-bit/64-bit) |
| 3.2        | 18 listopada 2010    | - Obsługa karty graficznej ATI-Radeon HD 5870, przejściówki Apple USB Ethernet oraz napędu SuperDrive dla MacBooka Air - Poprawki krytycznych błędów - Porzucono obsługę Windows Vista (64-bit) |
| 3.3        | 24 sierpnia 2011     | - Poprawki krytycznych błędów - Obsługa nowych urządzeń - Porzucono obsługę Windows XP oraz Vista (32-bit) |
| 4.0        | 20 lipca 2011        | - Porzucono obsługę Windows XP oraz Vista (32-bit) - Dostępny tylko w OS X Lion oraz ML |